# Mój syn (film 2021)
Mój syn (ang. My Son) – brytyjsko-francusko-niemiecki film kryminalny z 2021 roku w reżyserii Christiana Cariona. Remake francuskiego filmu tego samego reżysera pt. Mój synek (2017). W głównych rolach wystąpili James McAvoy i Claire Foy. Zdjęcia kręcono w Szkocji, m.in. w Lochaber (hrabstwo Highland).
Obraz miał swoją premierę 15 września 2021 roku. Na ekrany polskich kin trafił 25 lutego 2022 roku.

## Fabuła
Edmond Murray od swojej byłej żony dowiaduje się o zaginięciu ich siedmioletniego syna podczas kempingu. Badając sytuację, mężczyzna dochodzi do wniosku, że miało miejsce porwanie. Postanawia na własną rękę odnaleźć dziecko.

## Obsada
- James McAvoy jako Edmond Murray
- Claire Foy jako Joan Richmond
- Tom Cullen jako Frank
- Gary Lewis jako inspektor Roy
- Michael Moreland jako William O’Connor
- Robert Jack jako Alan
- Owen Whitelaw jako Fergus
- Paul Rattray jako Steven[1]

## Odbiór

### Reakcja krytyków
Film spotkał się z negatywną reakcją krytyków. W agregatorze recenzji Rotten Tomatoes 38% z 8 recenzji uznano za pozytywne.

## Nagrody i nominacje
| Nagroda       | Kategoria                                                    | Wynik     |
| ------------- | ------------------------------------------------------------ | --------- |
| Transatlantyk | Nagroda Publiczności – Udział w festiwalu (Christian Carion) | nominacja |